# Audiovisión
Audiovisión es la tercera placa solista del cantautor chileno Gepe lanzado el 7 de septiembre de 2010, tanto en CD como en vinilo. Gracias a este álbum fue nominado a los Premios Altazor como Mejor artista pop

## Lista de canciones
| Audiovisión |                                |                       |          |  |
| N.º         | Título                         | Vocalista principal   | Duración |  |
| 1.          | «Amigos vecinos»               | Gepe                  | 1.49     |  |
| 2.          | «Por la ventana»               | Gepe                  | 3.13     |  |
| 3.          | «12 minerales»                 | Gepe                  | 3.33     |  |
| 4.          | «Alfabeto»                     | Gepe                  | 4.08     |  |
| 5.          | «Ayelén»                       | Gepe                  | 3.07     |  |
| 6.          | «Estado de vista»              | Gepe                  | 2.42     |  |
| 7.          | «Lienza»                       | Gepe y Javiera Mena   | 3.52     |  |
| 8.          | «Salón Nacional de Tecnología» | Gepe y Jorge González | 3.37     |  |
| 9.          | «Un día ayer»                  | Gepe                  | 4.10     |  |
| 10.         | «Victoria Roma»                | Gepe y Valeria Jara   | 2.51     |  |
| 11.         | «La bajada»                    | Gepe                  | 2.34     |  |
| 12.         | «Budapest»                     | Gepe                  | 3.06     |  |

## Personal
- Gepe: Voz, Guitarras, Teclados, Piano, Programaciones, Percusiones.
- Pedro Subercaseaux: Bajo eléctrico, Guitarra en 12 minerales.
- Cristian Heyne: Programaciones, Voz en Alfabeto.
- Valeria Jara: Voz en Salón Nacional de Tecnología, Alfabeto y Victoria Roma.

Músicos invitados
- Jorge González: Voz en Salón Nacional de Tecnología
- Javiera Mena: Voz en Lienza
- Pamela Fakuta: Voz en Estado de vista
- Nea Ducci: Voz en Salón Nacional de Tecnología
- Danae Morales: Corno francés en 12 minerales y Victoria Roma.
- Felicia Morales: Chelo en Victoria Roma y Un día ayer.
- Gonzalo Canales: Guitarra eléctrica en Estado de vista

## Sencillos
| Año  | Canción          | Máxima posición |
| Año  | Canción          | CHI             |
| ---- | ---------------- | --------------- |
| 2010 | «Por la ventana» | 84              |

## Recepción

### Listas
- Los mejores discos del 2010 según "Me hace ruido" (México): #1
- Los mejores discos del 2010 según "Radio Ibero 90.9" (México): #1
- Los mejores discos del 2010 según "Panamérika Redbull" (México): #2
- Los mejores discos del 2010 según "URL Magazine" (México): #2
- Los mejores discos del 2010 según "Club Fonograma" (México): #6
- Los mejores discos del 2010 según "Region Cuatro" (México): #2
- Los mejores discos del 2010 según "Quesaen.com" (Chile): #5

### Premios
Gracias a este álbum Gepe fue nominado por primera vez a los Premio Altazor de las Artes Nacionales como mejor artista pop. En dicha categoría competía con Manuel García por S/T (ganador del premio) y Américo por En Vivo.

## Promoción

### Presentaciones en vivo
A continuación se listan algunas presentaciones de Gepe en promoción del disco "Audiovisión" en Chile y otros países:
| Año  | Fecha           | Ciudad          | País           | Lugar                                           |
| ---- | --------------- | --------------- | -------------- | ----------------------------------------------- |
| 2010 | 7 de septiembre | Santiago        | Chile          | Lanzamiento, Centro GAM.                        |
| 2010 | 13 de octubre   | La Plata        | Argentina      | Ciudad Vieja (Barrio Meridiano V).              |
| 2010 | 14 de octubre   | Capital Federal | Argentina      | Ultra Bar (Retiro).                             |
| 2010 | 15 de octubre   | Córdoba         | Argentina      | Casa Babylon                                    |
| 2010 | 28 de noviembre | Santiago        | Chile          | Pulsar 2010, Centro GAM.                        |
| 2011 | 9 de enero      | Viña del Mar    | Chile          | Festival de Chilenos, Frontis Teatro Municipal. |
| 2011 | 13 de febrero   | Valparaíso      | Chile          | Rockódromo (Plaza Aníbal Pinto del puerto).     |
| 2011 | 18 de marzo     | Austin          | Estados Unidos | Showcase de Billboard en Español.               |
| 2011 | 19 de marzo     | Austin          | Estados Unidos | SXSW - Maggie Mae's.                            |
| 2011 | 22 de marzo     | Monterrey       | México         | 3 Chilenos                                      |
| 2011 | 12 de abril     | Porto Alegre    | Brasil         | Bar Opinião                                     |
| 2011 | 14 de abril     | La Plata        | Argentina      | Ciudad Vieja (Barrio Meridiano V).              |
| 2011 | 15 de abril     | Capital Federal | Argentina      | Espacio Dadá (Palermo).                         |
| 2011 | 16 de abril     | Capital Federal | Argentina      | Espacio Dadá (Palermo).                         |
| 2011 | 13 de noviembre | Santiago        | Chile          | Maquinaria Festival, Club Hípico.               |
| 2011 | 26 de noviembre | México D.F.     | México         | Film Club Café                                  |
| 2011 | 23 de noviembre | Toluca          | México         | El Baúl                                         |
| 2011 | 26 de noviembre | México D.F.     | México         | El Imperial                                     |
| 2011 | 27 de noviembre | México D.F.     | México         | Con Carla Morrison, Teatro Metropólitan.        |
| 2011 | 1 de diciembre  | Santiago        | Chile          | Chau Audiovisionm!, Teatro Oriente.             |